# Tommy Burns
Noah Brusso (Ontario, 17 de junio de 1881 - Vancouver, 10 de mayo de 1955), mundialmente conocido como Tommy Burns, fue un boxeador profesional canadiense que se consagró campeón mundial de los pesos pesados, siendo el único de su nacionalidad en conseguirlo. Desde 1996 es miembro del Salón Internacional de la Fama del Boxeo.

## Biografía
Nació en Hannover, Ontario siendo el duodécimo de trece hermanos e hijo de emigrantes alemanes. Debutó como profesional en 1900 y lo apodaban El pequeño gigante de Hannover por su baja estatura.
En diciembre de 1908 aceptó pelear contra Jack Johnson,  convirtiéndose así en el primer boxeador blanco en pelear frente a un afroamericano.